# Der Hirt von Maria Schnee
Der Hirt von Maria Schnee ist ein 1919 gedrehter, deutscher Stummfilm von Iwa Raffay. Die Titelrolle spielte der Produzent des Films, Bruno Decarli.

## Handlung
Gräfin Myrja begegnet eines Tages in freier Natur einem einfachen Hirten, zu dem sie augenblicklich in Liebe entflammt. Doch er weist sie zurück, denn er will in ein Kloster gehen, um dort von den weltlichen Versuchungen Abstand zu suchen und Ruhe zu finden. Fortan sieht die Adelige den Hirten in allen möglichen Gestalten, und immer wieder ist es ihr Schicksal, von ihm zurückgewiesen zu werden: So erscheint Myrja, die nun ruhelos durch die Welt wandert, der Hirt mal als Pariser Dichter Graf Dorian, der sie von sich stößt, dann als Araber Husen, der ihretwegen aufgrund von Untreue gesteinigt werden soll und schließlich als Fuhrmann Firfanoff. Der Hirt ist inzwischen Mönch geworden, und als die beiden sich eines Tages in ihren wahren Gestalten wiederbegegnen, wird der Hirt und Mönch seiner neuen Berufung untreu und gibt sich der Gräfin „in Sünde“ hin. Nun aber straft Gott seinen Fehltritt und lässt die Kapelle, in der er sich gerade befindet, über ihm zusammenstürzen. Das Mysterium des Glaubens aber erfüllt sich in der Tatsache, dass ganz ohne Glöckner auf einmal die Kirchenglocke läutet und Schuberts Ave Maria erklingt.

## Produktionsnotizen
Der Hirt von Maria Schnee, ein „Mysterium in 6 Handlungen“, wie der Untertitel verrät, entstand im Herbst 1919 im Berliner Eiko-Film-Atelier in Berlin-Marienfelde und im Bioscope-Atelier in Neubabelsberg, passierte im Dezember desselben Jahres die Filmzensur und wurde im März 1920 in Berlins Schauburg uraufgeführt. Die Filmlänge betrug in der ersten Fassung 2542 Meter, verteilt auf fünf Akte, bei der Neuzensur am 9. Februar 1921 2446 Meter, bzw. nach Kürzungen 2410. Der Film war für die Jugend verboten.
Die Filmbauten schuf Heinrich C. Richter.

## Kritik
„Hochinteressant, monumental in der Exposition und künstlerisch in der Durchführung. (…) Die malerische Anordnung der Interieurs, die mit Vorliebe den Rundbau bevorzugt, zeigt [sic!] von ungemein künstlerischem Geschmack und Können. (…) Aber auch die Freilicht-Aufnahmen stehen auf einer Höhe kunstsinniger Beobachtungsgabe. (…) Die weibliche Hauptrolle der Gräfin Myrja gefunden, die besonders für den Ausdruck des Erotischen starke Momente bekundete. Das Ensemble hat durchwegs künstlerische Repräsentanten. Die Photographie Carl Hoffmanns und die Architektur Heinrich Richters verdienen besonderes Lob.“